# Bail commercial (droit luxembourgeois)
Pour les articles homonymes, voir Bail commercial.
Pour les autres articles nationaux ou selon les autres juridictions, voir Contrat de bail.
 (février 2019).
 (février 2019).
Au Luxembourg, le projet de loi no 6864 portant réforme du régime du bail commercial, a été adopté par la Chambre des députés le 17 janvier 2018. Il s’agit d’une réforme complète du régime juridique des baux commerciaux.

## Index rerum ou Terminologie alphabétique

### Pas-de-porte
La pratique du pas-de-porte est interdite : « tout supplément de loyer payé au bailleur ou à l’intermédiaire en raison de la conclusion du contrat » sera nul de plein droit.

### Indemnité d’éviction
Le versement de l’indemnité d’éviction devient de droit après neuf ans. Le montant de l’indemnité d’éviction pourra être librement déterminé par les parties.
À défaut de clause dans le contrat de bail permettant de déterminer ledit montant, les parties pourront saisir le juge de paix qui en fixera le montant et les modalités.